# Emanuele Narducci
Emanuele Narducci (* 31. Mai 1950 in Florenz; † 17. Juni 2007 ebenda) war ein italienischer Altphilologe (Latinist).

## Leben
Narducci studierte als Schüler von Antonio La Penna an der Universität Florenz und der Scuola Normale Superiore di Pisa. Auch der nicht dem akademischen Betrieb angehörende Sebastiano Timpanaro kann als einer seiner wissenschaftlichen Mentoren angesehen werden. Narducci lehrte von 1986 an als Professore ordinario für lateinische Literatur an der Facoltà di Magistero von Triest, von 1989 an der Facoltà di Lettere der Universität Florenz.
Narducci ist einer der bedeutendsten modernen Interpreten Ciceros, dem er mehrere Monographien gewidmet hat. Unter den lateinischen Dichtern fand Lucan seine besondere Aufmerksamkeit in Gestalt zweier Monographien. Darüber hinaus hat er zu einer von Mario Citroni herausgegebenen lateinischen Literaturgeschichte beigetragen und zur Rezeption der Antike in der Moderne gearbeitet. Außerdem hat Narducci eine große Zahl philosophischer Schriften und Reden Ciceros ins Italienische übertragen.
Darüber hinaus hat er im Jahr 2000 das Symposium Ciceronianum Arpinas, das wissenschaftliche Begleitprogramm zum Certamen Ciceronianum Arpinas sowie im Jahr 2004 das Centro di Studi sulla Fortuna dell’Antico in Sestri Levante begründet und koordiniert.

## Schriften
Schriftenverzeichnis
- Biagio Santorelli: Bibliografia scientifica di Emanuele Narducci. In: Sergio Audano, Giovanni Cipriani (Hrsg.), Aspetti della Fortuna dell’Antico nella Cultura Europea. Atti dell’Ottava Giornata di Studi Sestri Levante, 18 marzo 2011. Edizioni Il Castello, Foggia 2012, (online).

Monographien
- Cicerone. La parola e la politica. Laterza, Roma-Bari 2009. – (postum). – Besprechung von: Arnaldo Marcone, (online) bei www.tulliana.eu
- Introduzione a Cicerone. Laterza, Roma-Bari, 1991; zweite überarbeitete und aktualisierte Auflage 2005.
  - Deutsche Übersetzung: Cicero. Eine Einführung. Reclam, Stuttgart 2012.
- Cicerone e i suoi interpreti. Studi sull'opera e la fortuna. ETS, Pisa 2004.
- La gallina Cicerone. Carlo Emilio Gadda e gli scrittori antichi. Olschki, Firenze 2003.
- Lucano. Un’epica contro l’impero. Laterza, Roma-Bari 2002.
- Cicerone e l’eloquenza romana. Laterza, Roma-Bari 1997.
- Processi ai politici nella Roma antica. Laterza, Roma-Bari 1995.
- Annibale. La parabola di un condottiero. Giunti Editore, Milano 1990.
- Modelli etici e società: un’idea di Cicerone. Giardini, Pisa 1989 (Biblioteca di Materiali e discussioni per l’analisi dei testi classici, 7). – Rez. von: J. G. F. Powell, in: The Classical Review 41, 1991, 236–236, (online)
- La provvidenza crudele. Lucano e la distruzione dei miti augustei. Giardini, Pisa 1979.

Artikel
- Perceptions of Exile in Cicero: The Philosophical Interpretation of a Real Experience. In: American Journal of Philology 118, 1997, 55–73, (online)